# Osaka Metro今里筋線
今里筋線（いまざとすじせん）は、大阪府大阪市東淀川区の井高野駅から東成区の今里駅までを結ぶ大阪市高速電気軌道 (Osaka Metro) の路線。正式名称は大阪市高速電気軌道第8号線と称し、『鉄道要覧』では8号線（今里筋線）と記載されている。駅番号を表す際に用いられる路線記号は「I（アイ）」。2006年（平成18年）12月24日に開業した。
ラインカラーは暖かさをイメージした柑子色（ゴールデンオレンジ、マンセル記号5YR6.5/14 ）である。
長堀鶴見緑地線と同じく、標準軌ながら従来の車両より2割ほど断面積の小さい鉄輪式リニアモーターミニ地下鉄を採用し、ワンマン運転を実施している。

## 概要
国道479号（大阪内環状線）・国道163号・国道1号（京阪国道）・今里筋（市道大阪環状線（都市計画道路森小路大和川線））の地下を走り、大阪市東部を南北に縦断して、放射状に延びる地下鉄路線や京阪本線・片町線（学研都市線）などと連絡する。
淀川を地下トンネルでくぐる鉄道路線としてはJR東西線に次ぐ路線である（開業当時の大阪市営地下鉄としては初）。大阪環状線の内側を通らない初の地下鉄路線であり、Osaka Metroの路線で御堂筋線との直接の乗換駅が一切ない唯一の地下鉄路線でもある。この他にも四つ橋線、堺筋線とも直接乗り換えができない。他の地下路線との交差部分は、今里筋線が全て下を通っている。大阪市内完結路線ではなく、途中の太子橋今市駅付近では守口市も通る。沿線は住宅地が多い。
建設費を圧縮するため、設計が極力共通化されている。駅のホームのデザインも共通化されている部分が多く、長堀鶴見緑地線が各駅ごとに異なる装飾を施しているのとは対照的である。
駅ホームには開業当時の大阪市営地下鉄で初となる可動式ホーム柵（車両扉と連動、高さ約 1.3 m）が設置されている。ホームの乗降部分は 1 mm 単位で上下前後に調整できる仕組みとなっており、ホームと車両の隙間は他の駅と比べて極めて小さくなっている。今里筋線のホームドアの線路側についているラインカラーは他線と違い全6色になっていて、今里筋線の色は入っていない。
駅構内にはオストメイト対応トイレを男女それぞれ1箇所ずつ設置しており、急患患者の搬送にも対応した大型エレベーターも太子橋今市駅を除き2か所設置している。
今里筋線単独駅の改札、あるいは既存駅で今里筋線に関して新設された改札には、上部に現時刻・発車時刻・列車接近を案内するモニターが備えられている。ホームにも同様のものがあるが、発車時刻は表示されない。
多くの駅で駅構内と一体となった地下駐輪場が併設されている。また、今里筋線単独駅か、緑橋駅を除いたOsaka Metroの既存駅で今里筋線開通に関して新設された駅出入口は、遠くからでも目立つように、オレンジ色のゲートを設置しているものが多い。
今後、今里筋の地下を今里駅から湯里六丁目まで延伸することが計画されている（詳細は後述）。

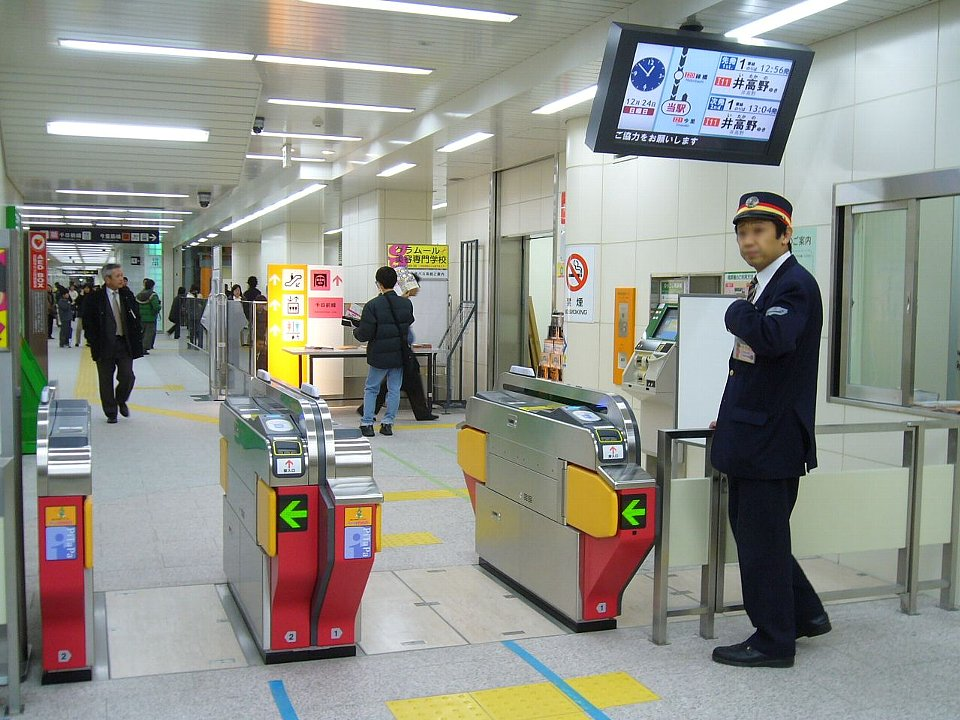
今里筋線仕様の改札（今里駅）
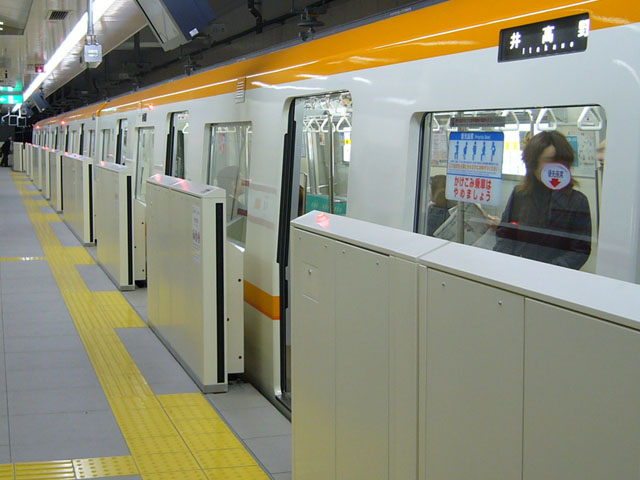
可動式ホーム柵（今里駅）
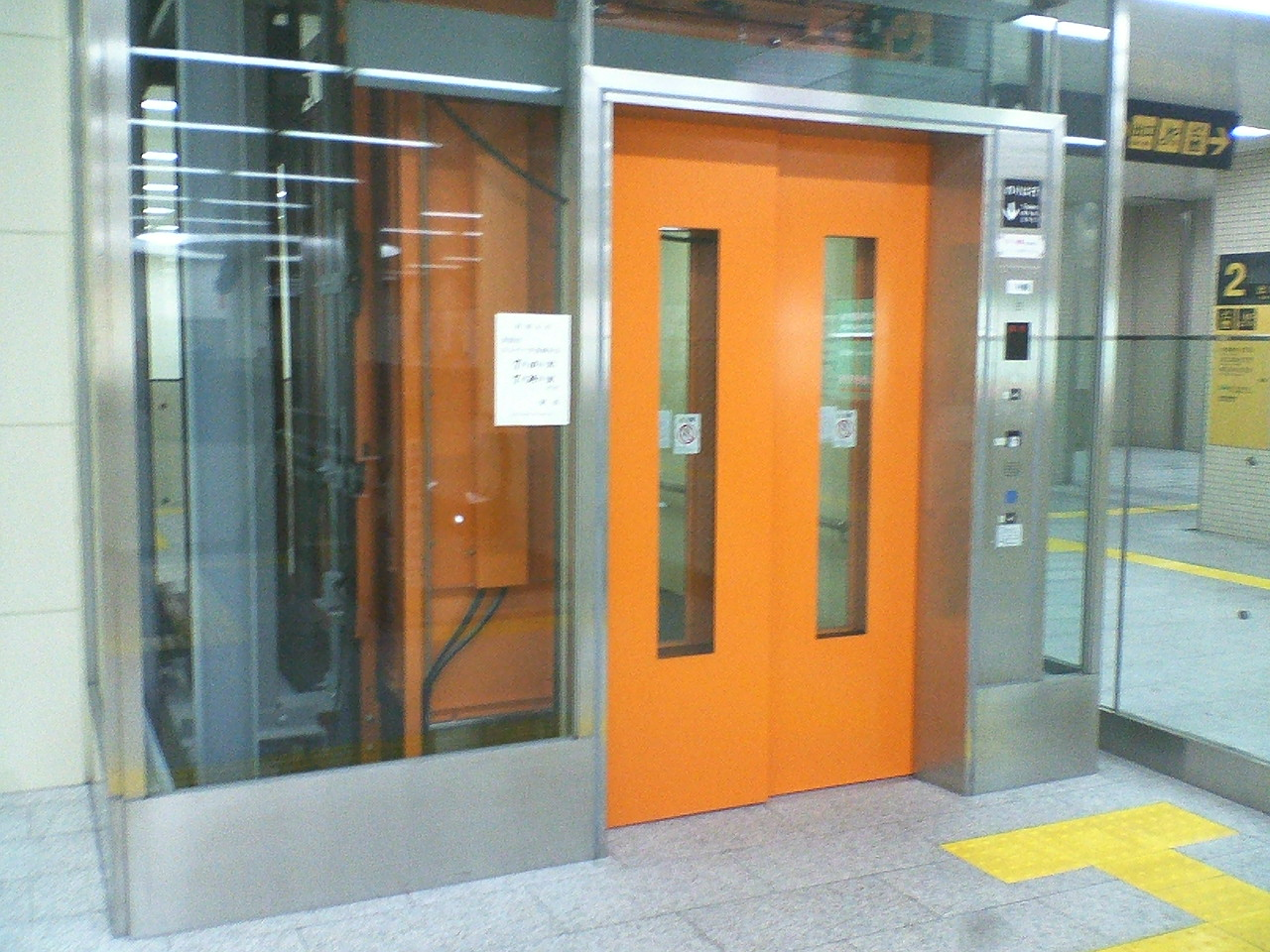
エレベーター（井高野駅）
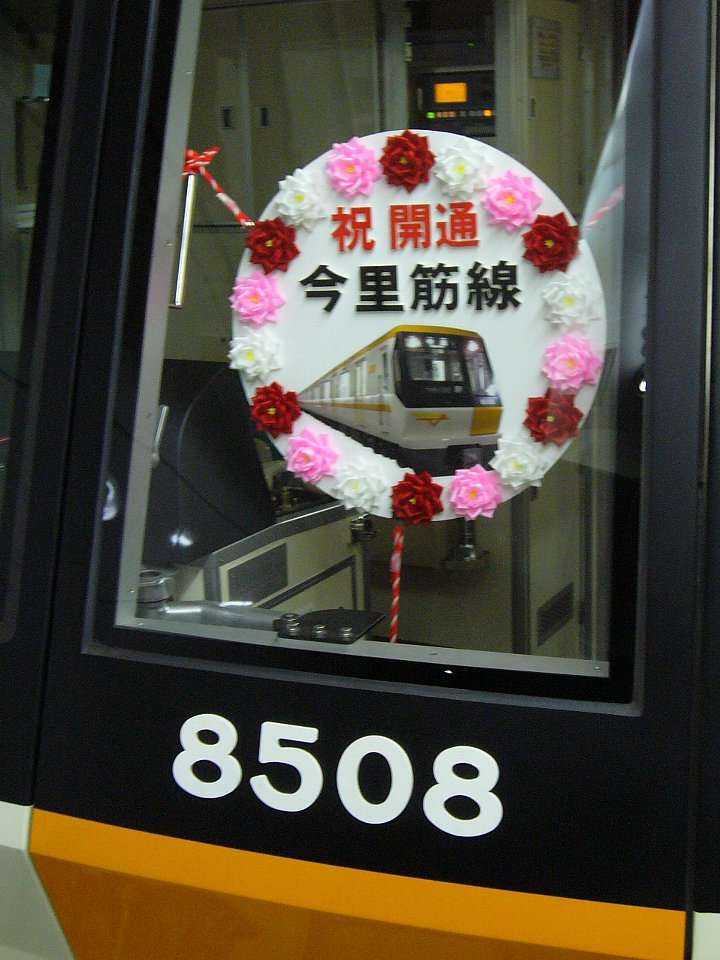
開業初日の装飾

## 路線データ
- 路線距離（実キロ）：11.9 km
- 軌間：1435 mm
- 駅数：11駅（起終点駅含む）
- 複線区間：全線
- 電化区間：全線（直流 1500 V・架空電車線方式）
- 閉塞方式：車内信号式 (CS-ATC, TASC)
- 最高速度：70 km/h[1]
- 編成両数：4両（2006年 - ）
- ホーム最大編成両数：6両
- 混雑率（今里方面行き）：86%（2017年度：鴫野駅→緑橋駅間）[7]
- 混雑率（井高野方面行き）：70%（2017年度：鴫野駅→蒲生四丁目駅間）[7]

## 運行形態
ほとんどの列車が井高野駅 - 今里駅間の通しで運転され、朝夕時のみ井高野駅 - 清水駅間の区間列車が設定されている。2013年3月23日改正時点の運転本数は、全線通しの列車が平日はラッシュ時が1時間に11 - 15本、日中が1時間に6本（10分間隔）、土曜・休日は朝夕時が9 - 10本、昼間時が6本（10分間隔）。このほかにも、最終列車として今里発清水行きが毎日1本運転されている。
清水駅 - 新森古市駅間から鶴見緑地（花博記念公園）へも掘削を行い、車両基地（鶴見緑地北車庫）を建設した。およそ1 km 先に長堀鶴見緑地線の鶴見緑地駅があるため、この間を接続して同線の工場（鶴見検車場）を共用している。専用の車両工場を持たない他のOsaka Metroの路線としては、千日前線の車両を中央線の森之宮検車場に配置している例がある。

## 車両
- 80系（2006年 - ）

## 利用状況
2017年度決算における経常収支は約38億円の赤字、営業収支は約44億円の赤字、営業係数は231.0である。経常損失は当時の大阪市営地下鉄全線で最も大きい赤字であり、営業係数も唯一200を越えている。
また、2017年度の一日平均輸送人員は68,000人である。輸送人員は開業以降一貫して増加傾向にあるが、当時の大阪市営地下鉄全線で最も輸送人員が少なく、2番目に少ない長堀鶴見緑地線（174,000人）の半分にも満たない。
既設線との関係により、より深い所に敷設したために乗り換え駅での動線が長くなっている。
| 年度               | 収支状況         | 収支状況         | 収支状況         | 収支状況         | 収支状況         | 収支状況         | 収支状況         | 一日平均 輸送人員：人 | 特記事項 |
| 年度               | 経常収支：百万円 | 経常収支：百万円 | 経常収支：百万円 | 営業収支：百万円 | 営業収支：百万円 | 営業収支：百万円 | 営業収支：百万円 | 一日平均 輸送人員：人 | 特記事項 |
| 年度               | 収益             | 費用             | 収支差引         | 収益             | 費用             | 収支差引         | 営業係数         | 一日平均 輸送人員：人 | 特記事項 |
| ------------------ | ---------------- | ---------------- | ---------------- | ---------------- | ---------------- | ---------------- | ---------------- | --------------------- | -------- |
| 2006年（平成18年） | 826              | 3,763            | △ 2,937          |                  |                  |                  |                  |                       |          |
| 2007年（平成19年） | 3,377            | 14,163           | △ 10,786         | 2,222            | 11,404           | △ 9,182          | 513.3            | 44,273                |          |
| 2008年（平成20年） | 3,679            | 13,443           | △ 9,764          | 2,495            | 10,724           | △ 8,229          | 429.7            | 49,437                |          |
| 2009年（平成21年） | 3,894            | 12,742           | △ 8,848          | 2,738            | 10,037           | △ 7,299          | 366.5            | 54,439                |          |
| 2010年（平成22年） | 4,021            | 12,219           | △ 8,198          | 2,849            | 9,498            | △ 6,649          | 333.4            | 56,806                |          |
| 2011年（平成23年） | 3,758            | 11,961           | △ 8,203          | 2,903            | 9,302            | △ 6,399          | 320.4            | 58,535                |          |
| 2012年（平成24年） | 4,073            | 10,776           | △ 6,703          | 3,010            | 8,280            | △ 5,270          | 275.1            | 60,724                |          |
| 2013年（平成25年） | 4,174            | 10,115           | △ 5,941          | 3,162            | 7,737            | △ 4,575          | 244.6            | 62,321                |          |
| 2014年（平成26年） | 6,189            | 10,788           | △ 4,599          | 3,154            | 8,503            | △ 5,349          | 269.6            | 64,385                |          |
| 2015年（平成27年） | 6,111            | 10,361           | △ 4,250          | 3,219            | 8,226            | △ 5,007          | 255.6            | 65,000                |          |
| 2016年（平成28年） | 5,920            | 9,993            | △ 4,073          | 3,289            | 7,999            | △ 4,710          | 243.3            | 66,000                |          |
| 2017年（平成29年） | 5,737            | 9,534            | △ 3,797          | 3,330            | 7,693            | △ 4,363          | 231.0            | 68,000                |          |

## 歴史
地下鉄今里筋線が通る今里筋には、1957年からトロリーバスが運行され、大阪市電と連携して大阪市内東部と都心部を結ぶ役割を担っていた。しかしモータリゼーションの進展で自動車交通量が増加したためトロリーバスは1969年には廃止に追い込まれ、代わって市バスがその役割を継承したが、渋滞に悩まされない、かつ放射鉄道路線を補完する鉄道路線として新たな地下鉄の建設が計画された。
1989年の運輸政策審議会第10号答申で、今後路線整備を検討すべき路線として上新庄 - 湯里六丁目間が示された。その後、起点を1996年に当時東淀川区内でも住宅開発が進み人口が急増していた井高野に変更、1999年に井高野 - 今里間の軌道事業特許を受けて翌2000年3月に着工され、2006年12月24日正午に開業した。残る今里 - 湯里六丁目間は後述する経緯から事実上凍結となっており未着手である。
- 2004年（平成16年）11月10日：路線カラーと車両のデザインが決定[6]。
- 2006年（平成18年）
  - 7月6日：愛称・駅名が正式決定[12][注 2]。
  - 10月17日：開業日が決定[14]。
  - 12月12日：運輸認可、正式な開業が決定する[15]。
  - 12月24日：井高野駅 - 今里駅間 (11.9 km) が開業[16][5]。
- 2013年（平成25年）3月23日：ダイヤ改正を実施[17]。平日ダイヤの午前8時台の運転間隔を4分間隔から4分 - 5分間隔に変更。日中の運転間隔を8分間隔から10分間隔に変更。これまでの終電後に井高野発今里行きが1本、清水行きが2本増発され、井高野発の終電が今里まで約10分延長され井高野23:50発、清水まで約30分延長され井高野0:10発となる。今里発清水行きの列車が新設され、清水までの終電が約10分延長され今里0:10発となる。
- 2018年（平成30年）4月1日：大阪市営地下鉄の民営化により、大阪市高速電気軌道 (Osaka Metro) の路線となる。

※上記のキロ数は実キロ

## 建設
建設区間には非常に難所も多く、なかなか工事が捗らなかった。既設の路線や地下埋設物を避けるためほぼ全線に渡り地下 10 m 以上の深度で走り、特に寝屋川や第二寝屋川の真下では地下 30 m 以上の大深度を走る（第二寝屋川の下を潜る鴫野駅 - 緑橋駅間ではOsaka Metroの路線で最も深い地下 37 m 地点がある）。そのため、既存路線と比較して急勾配区間が多いのも特徴である。
今里筋線が走る区間の地層は、水分が多く軟らかい「超軟弱粘土層」であり、ブルドーザーの身動きがとれなくなることも多かった。地盤を安定させるため、吸水効果のある円柱型の石灰のくいを多数打ち込んだものの、その効果はあまりなかった。
道幅の狭い道路の下も走る。特に道路幅員が 8 m しかない瑞光四丁目駅 - だいどう豊里駅間では、当時の大阪市営地下鉄ではほとんど前例のない、トンネルを上下に掘り進める工法を採用した。清水駅 - 新森古市駅 - 関目成育駅間には急カーブが存在し、特に清水駅 - 新森古市駅間の緑1交差点地下には日本の地下鉄の本線上（車庫や連絡線等を除く）で最も急なカーブ（曲線半径 83 m）がある。この区間では時速 30 km/h 程度に減速して走行する。
これらの影響もあり、ミニ地下鉄の採用で工事全体のコストを 2/3 近くまで圧縮したとはいえ、建設費は約2,718億円（井高野駅 - 今里駅）にも上った。

## 延伸区間の工事着工問題
2006年に開業した井高野駅から今里駅までの区間で事業費が2,718億円かかっており、今里駅から湯里六丁目駅までの延伸を行うと、さらに調査費用や工事建設など1320億円程度の費用がかかってしまうことから、大阪市の財政負担をさらに増やすことになるため、大阪市長（当時）の關淳一は2005年11月に実施された市長選挙での公約でこの延伸区間の工事着工を見直すことを掲げていた。
同年11月28日、再選された關は今里駅から湯里六丁目駅（東住吉区）の延伸区間について、大阪市の財政面の問題から当初予定していた2006年度中の着工・2016年度の開業の予定を凍結することを決め、少なくとも1年間以上かけて延伸を実施するか否かを判断するとした。これに伴い、この区間の鉄道事業許可申請も当面延期する。2006年に開業した北半分が採算ベースに乗るような利用状況になれば、南半分の延伸の実施も現実味を帯びて来る可能性があるが、同じく平成になって開業した新路線で、市内中心部を通る長堀鶴見緑地線が全通して10年近く経つ2007年時点でも、厳しい利用状況（2005年度一日平均輸送人員：約88,000人）となっているため、市内中心部を通らない今里筋線の採算性はきわめて低いとされている。さらに、大阪市はそれまでの交通局を公設民営化する方針から急遽転換して『株式上場も視野に入れた完全民営化』する方針を打ち出したため、これが実現した際には、延伸はほぼ実現不可能となる公算がきわめて大きくなった。ところが2007年11月に市長に就任した平松邦夫がこれを見直し、当面現行の地方公営企業のままとした。しかし、2011年に平松に代わって大阪市長に就任した橋下徹の下で大阪市の交通事業を民営化する方針が2012年の大阪府市統合本部会議で示され、2018年4月に大阪市交通局の地下鉄事業を継承した大阪市高速電気軌道 (Osaka Metro) が発足し、民営化された。

### いまざとライナー
2018年4月、大阪市と大阪市高速電気軌道は、今里筋線延伸部における需要の喚起・創出及び鉄道代替の可能性の検証のための社会実験として、今里駅とあべの橋、地下鉄長居を結ぶBRTの運行を2019年度に開始することを目指すと発表し、同年6月1日から14日まで、BRTの愛称と運行するバスのデザインの投票を行った。その結果、愛称については「オレンジシャトル」「えーとらむ」「いまざとライナー」「いまざ特急」の4案のうち、最多票を集めた「いまざとライナー」（投票数970票中414票、投票率43%）に決定した。「いまざとライナー」は2019年4月1日より運行が開始された。このBRTの運営は大阪市高速電気軌道が行うため、同社は2019年よりバス事業も暫定的に実施している（運行は大阪シティバスに委託。守口営業所が受託）。

## その他の延伸構想
今里筋線は、井高野駅からの延伸についても、阪急京都本線正雀駅およびJR京都線岸辺駅まで北伸させるといった提案がなされている。また、今里駅から南側への延伸の計画は、前述した通り湯里六丁目までとなっているが、そのさらに南に位置し、陸の孤島の状態である住道矢田地区への延伸要望も出ているが、具体化されていない。

## 未完の構想・答申・計画路線
区間は構想・答申・計画が出された時点において未完のものを示す。
鉄道網整備調査委員会（大阪府・大阪市の合同構想）（1982年2月）
路線名：森小路大和川線
- 区間：太子橋今市 - 緑橋 - 湯里六丁目
- キロ程：15 km

運輸政策審議会答申10号（1989年5月31日）
- 区間：上新庄 - 太子橋今市 - 湯里六丁目
  - 答申内容：今後路線整備について検討すべき区間。
  - ※前述した通り、建設にあたり起点は井高野に変更されている。

近畿地方交通審議会答申8号（2004年10月8日）
- 区間：今里 - 湯里六丁目
  - キロ程：6.7 km
  - 答申内容：中期的に望まれる鉄道ネットワークを構成する新たな路線。

吹田市東部拠点のまちづくり計画（2009年）
- 区間：井高野 - 正雀および岸辺
  - キロ程：1.8 km
  - 〜緑と水につつまれた健康・教育創生拠点

大阪維新の会「北特別区マニフェスト」（中間試案）（2014年8月7日）
- 区間：井高野 - 正雀および岸辺
  - キロ程：1.8 km
  - 都心に相応しい“交通ネットワーク”

## 駅一覧
- 全駅大阪府内に所在。

| 駅番号 | 駅名           | 駅間 キロ | 営業 キロ | 接続路線                                                               | 所在地          | 所在地          |
| ------ | -------------- | --------- | --------- | ---------------------------------------------------------------------- | --------------- | --------------- |
| I11    | 井高野駅       | -         | 0.0       |                                                                        | 大阪市 東淀川区 | 大阪市 東淀川区 |
| I12    | 瑞光四丁目駅   | 0.9       | 0.9       |                                                                        | 大阪市 東淀川区 | 大阪市 東淀川区 |
| I13    | だいどう豊里駅 | 1.0       | 1.9       |                                                                        | 大阪市 東淀川区 | 大阪市 東淀川区 |
| I14    | 太子橋今市駅   | 1.8       | 3.7       | 大阪市高速電気軌道： 谷町線 (T13)                                      | 守口市          | 守口市          |
| I15    | 清水駅         | 1.2       | 4.9       |                                                                        | 大阪市          | 旭区            |
| I16    | 新森古市駅     | 0.9       | 5.8       |                                                                        | 大阪市          | 旭区            |
| I17    | 関目成育駅     | 1.3       | 7.1       | 京阪電気鉄道： 京阪本線…関目駅 (KH06)                                  | 大阪市          | 城東区          |
| I18    | 蒲生四丁目駅   | 1.4       | 8.5       | 大阪市高速電気軌道： 長堀鶴見緑地線 (N23)                              | 大阪市          | 城東区          |
| I19    | 鴫野駅         | 0.9       | 9.4       | 西日本旅客鉄道： 片町線（学研都市線）(JR-H40)・ おおさか東線（JR-F07） | 大阪市          | 城東区          |
| I20    | 緑橋駅         | 1.2       | 10.6      | 大阪市高速電気軌道： 中央線 (C20)                                      | 大阪市          | 東成区          |
| I21    | 今里駅         | 1.3       | 11.9      | 大阪市高速電気軌道： 千日前線 (S20)                                    | 大阪市          | 東成区          |

1. ↑  太子橋今市駅の公式な住所は大阪市旭区であるが、駅施設の大部分（今里筋線部分については全体）が隣接する守口市内に設けられている。
2. ↑  関目成育駅は国道1号地下の京阪本線（関目駅付近）と交差する位置にあり、地下埋設物がある関係で、上下線のホームが地下2階と地下4階に分離して配置される。同駅が「関目成育」駅の名称となったのは谷町線に関目高殿駅があり、混同を避けるためである。

## 輸送実績
| 調査年月日     | 乗車人員（人） | 乗車人員（人） | 乗車人員（人） | 降車人員（人） | 降車人員（人） | 降車人員（人） |
| 調査年月日     | 定期利用       | 定期外利用     | 合計           | 定期利用       | 定期外利用     | 合計           |
| -------------- | -------------- | -------------- | -------------- | -------------- | -------------- | -------------- |
| 2007年11月13日 | 6,666          | 9,963          | 16,629         | 6,575          | 9,690          | 16,265         |

## 駅別乗降人員
| 2007年11月13日調査結果 | 2007年11月13日調査結果 | 2007年11月13日調査結果 | 2007年11月13日調査結果 | 2007年11月13日調査結果 | 2007年11月13日調査結果 | 2007年11月13日調査結果 | 2007年11月13日調査結果 |
| 駅名                   | 乗車人員（人）         | 乗車人員（人）         | 乗車人員（人）         | 降車人員（人）         | 降車人員（人）         | 降車人員（人）         |                        |
| 駅名                   | 定期利用               | 定期外利用             | 合計                   | 定期利用               | 定期外利用             | 合計                   |                        |
| ---------------------- | ---------------------- | ---------------------- | ---------------------- | ---------------------- | ---------------------- | ---------------------- | ---------------------- |
| 井高野                 | 883                    | 1,198                  | 2,081                  | 840                    | 1,176                  | 2,016                  |                        |
| 瑞光四丁目             | 1,400                  | 1,343                  | 2,743                  | 1,409                  | 1,304                  | 2,713                  |                        |
| だいどう豊里           | 1,074                  | 1,689                  | 2,763                  | 1,040                  | 1,610                  | 2,650                  |                        |
| 太子橋今市             | 2,585                  | 2,782                  | 5,367                  | 2,602                  | 2,644                  | 5,246                  |                        |
| 清水                   | 563                    | 1,082                  | 1,645                  | 537                    | 1,056                  | 1,593                  |                        |
| 新森古市               | 949                    | 1,282                  | 2,231                  | 949                    | 1,223                  | 2,172                  |                        |
| 関目成育               | 647                    | 1,373                  | 2,020                  | 664                    | 1,371                  | 2,035                  |                        |
| 蒲生四丁目             | 2,763                  | 4,456                  | 7,219                  | 2,691                  | 4,100                  | 6,791                  |                        |
| 鴫野                   | 1,150                  | 1,996                  | 3,146                  | 1,136                  | 1,950                  | 3,086                  |                        |
| 緑橋                   | 4,195                  | 5,535                  | 9,730                  | 4,098                  | 5,211                  | 9,309                  |                        |
| 今里                   | 4,130                  | 6,052                  | 10,182                 | 4,032                  | 5,592                  | 9,624                  |                        |

| 2008年11月11日調査結果 | 2008年11月11日調査結果 | 2008年11月11日調査結果 | 2008年11月11日調査結果 | 2008年11月11日調査結果 | 2008年11月11日調査結果 | 2008年11月11日調査結果 | 2008年11月11日調査結果 |
| 駅名                   | 乗車人員（人）         | 乗車人員（人）         | 乗車人員（人）         | 降車人員（人）         | 降車人員（人）         | 降車人員（人）         |                        |
| 駅名                   | 定期利用               | 定期外利用             | 合計                   | 定期利用               | 定期外利用             | 合計                   |                        |
| ---------------------- | ---------------------- | ---------------------- | ---------------------- | ---------------------- | ---------------------- | ---------------------- | ---------------------- |
| 井高野                 | 835                    | 1,505                  | 2,340                  | 796                    | 1,454                  | 2,250                  |                        |
| 瑞光四丁目             | 1,533                  | 1,627                  | 3,160                  | 1,518                  | 1,616                  | 3,134                  |                        |
| だいどう豊里           | 1,138                  | 2,206                  | 3,344                  | 1,080                  | 2,085                  | 3,165                  |                        |
| 太子橋今市             | 2,376                  | 3,290                  | 5,666                  | 2,444                  | 3,135                  | 5,579                  |                        |
| 清水                   | 592                    | 1,289                  | 1,881                  | 586                    | 1,240                  | 1,826                  |                        |
| 新森古市               | 935                    | 1,696                  | 2,631                  | 937                    | 1,688                  | 2,625                  |                        |
| 関目成育               | 687                    | 1,817                  | 2,504                  | 660                    | 1,775                  | 2,435                  |                        |
| 蒲生四丁目             | 2,593                  | 5,090                  | 7,683                  | 2,562                  | 4,820                  | 7,382                  |                        |
| 鴫野                   | 1,238                  | 2,298                  | 3,536                  | 1,197                  | 2,238                  | 3,435                  |                        |
| 緑橋                   | 3,593                  | 6,210                  | 9,803                  | 3,469                  | 5,913                  | 9,382                  |                        |
| 今里                   | 3,594                  | 6,409                  | 10,003                 | 3,515                  | 6,095                  | 9,610                  |                        |

1. 1 2  谷町線を含む
2. 1 2  長堀鶴見緑地線を含む
3. 1 2  中央線を含む
4. 1 2  千日前線を含む